# 扎庫特尼夫卡
49°13′11″N 36°14′19″E / 49.21972°N 36.23861°E
扎庫特尼夫卡（烏克蘭語：Закутнівка）是位於烏克蘭東部的村莊，由哈爾科夫州洛佐瓦區的比利亞伊夫卡市鎮負責管轄。該村始建於1820年，面積2.66平方公里，海拔高度128米，2001年人口890，人口密度每平方公里335.1人。